# Tôn Tân
Tôn Tân (chữ Hán: 孫新; bính âm: Sūn Xīn), ngoại hiệu Tiểu Uất Trì (chữ Hán: 小尉遲; tiếng Anh: Little Yuchi; tiếng Việt: Tiểu Uất Trì Kính Đức) là một nhân vật hư cấu trong tiểu thuyết văn học cổ điển Trung Hoa Thủy Hử. Tôn Tân xếp thứ 100 trong 108 vị đầu lĩnh Lương Sơn Bạc và xếp thứ 64 trong 72 vị sao Địa Sát, được sao Địa Số Tinh (chữ Hán: 地數星; tiếng Anh: Number Star) chiếu mệnh.

## Xuất thân

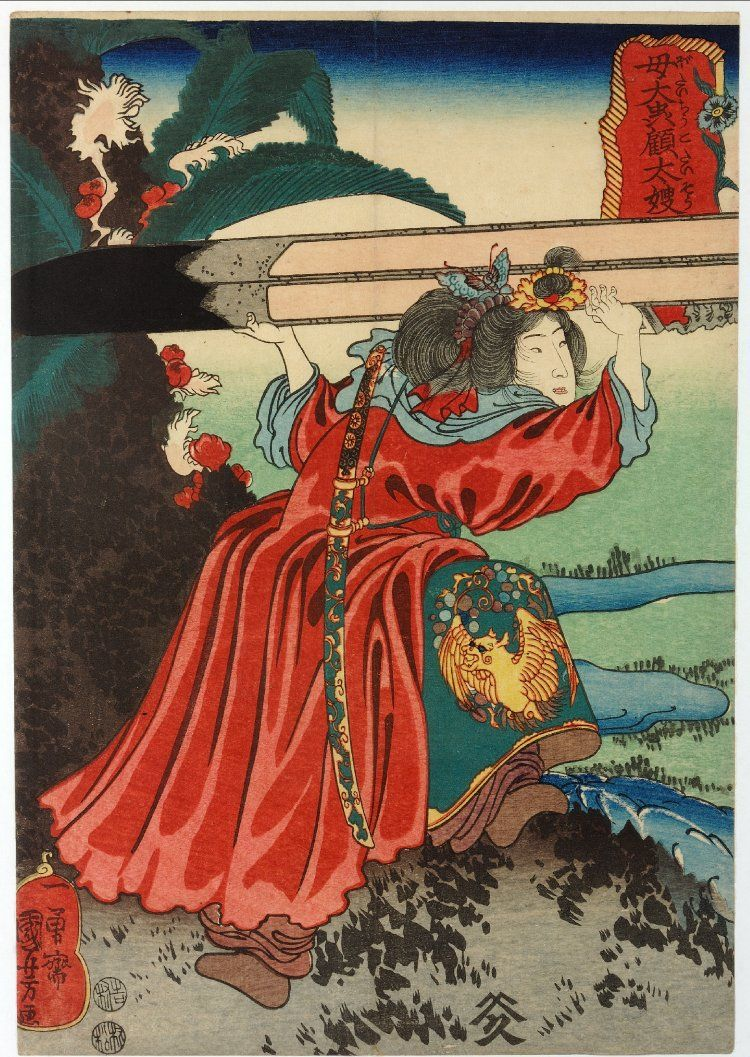
vợ Tôn Tân Cố Đại Tẩu

Được biết đến là em trai Tôn Lập và là chồng của Cố Đại Tẩu, Tôn Tân nguyên quán Quỳnh Châu. Thủy Hử mô tả Tôn Tân vóc người to lớn, mắt oai như thần, dáng người giống Uất Trì Kính Đức nên thường được gọi là Tiểu Uất Trì. Là con nhà binh, Tôn Tân giỏi võ nghệ, đã học được từ anh mình là Tôn Lập vài ngón võ hay dùng roi (chữ Hán: 鞭; tiếng Anh: whip), múa thương. Vợ chồng Tôn Tân lập tửu điếm chứa cờ bạc và bán thịt trâu bò tại ngoại thành cửa đông thành Đăng Châu, nơi anh trai Tôn Tân là Tôn Lập giữ chức Đề Hạt cai quản binh mã Đăng Châu.

## Gia nhập Lương Sơn Bạc
Việc tham gia vào vụ giải cứu hai anh em họ Giải khỏi ngục Đăng Châu là nguyên nhân Tôn Tân đã cùng những người tham gia giải cứu quyết định gia nhập Lương Sơn Bạc

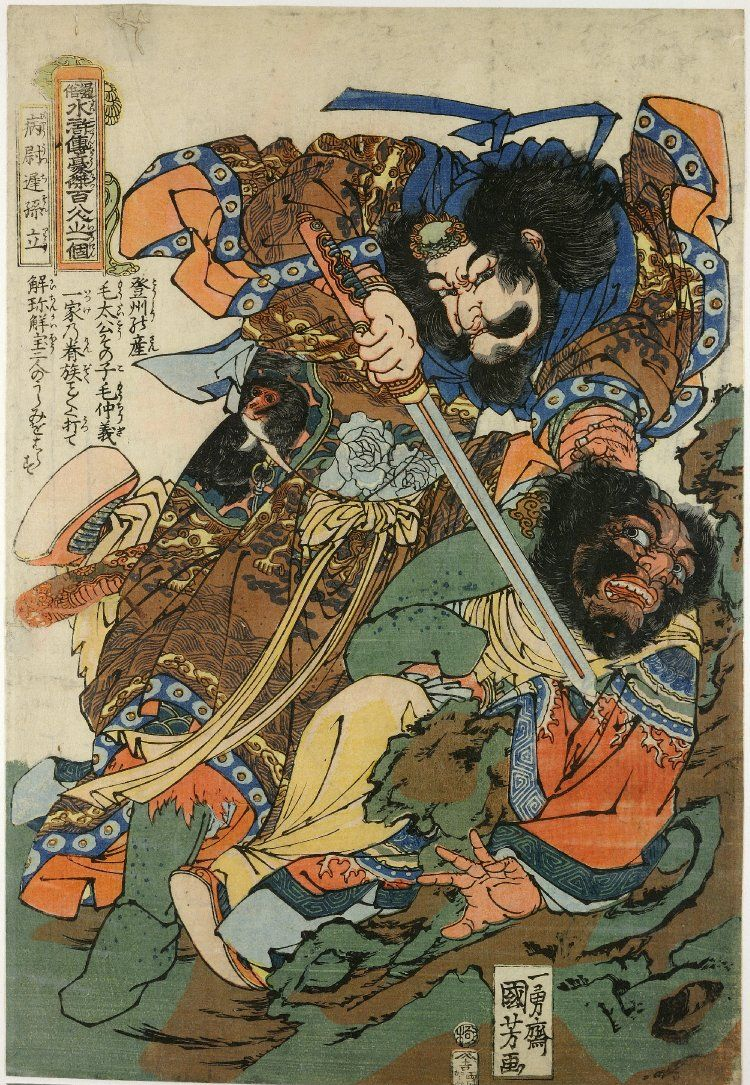
anh trai Tôn Tân Tôn Lập

## Chức vụ
Khi phân định ngôi thứ ở Lương Sơn Bạc, Tôn Tân xếp thứ 100 trong 108 vị đầu lĩnh Lương Sơn Bạc và xếp thứ 64 trong 72 vị sao Địa Sát, chức Đã Thính Thanh Tức - Yêu Tiếp Lai Tân Đầu Lĩnh - Đông Sơn Tửu Rượu Điếm (打听声息，邀接来宾头领东山酒店), là một trong những đầu lĩnh chuyên dò la tin tức, đón khách và sau này đón tiếp những vị sứ do triều đình nhà Tống sai đến chiêu an, tại tửu điếm phía Đông (là một trong 4 tửu điểm Đông, Tây, Nam, Bắc) của quân Lương Sơn Bạc.

## Sau khi chiêu an và sống sót trở về
Sau khi nhận chiêu an, Tôn Lập cùng Tống Công Minh và các đầu lĩnh Lương Sơn Bạc tham gia các chiến dịch bình quân Liêu, các lực lượng khác chống đối triều đình nhà Tống và chiến dịch bình Phương Lạp.
Là một trong số ít các đầu lĩnh Lương Sơn Bạc sống sót trở về từ chiến dịch bình Phương Lạp, Tôn Tân cùng với vợ mình là Cố Đại Tẩu và anh mình là Tôn Lập quay về Đông Châu và sống suốt quãng đời còn lại tại đây.
Trong bộ phim truyền hình của Trung Quốc thì Tôn Tân sập bẫy và trúng tên mà chết, tử trận cùng anh là Tôn Lập ở đèo Ô Long

## Trong Đãng Khấu Chí
Khi trại Viên Tý tấn công Duyễn Châu, Tôn Tân, Cố Đại Tẩu giao chiến với Chân Tường Lân, Loan Đình Ngọc tại thôn Xạ Nguyệt. Tôn Tân đang giao chiến với Tường Lân thì bị Trần Lệ Khanh bắn trúng vai trái, Tường Lân đâm một nhát vào ngực. Tôn Tôn ngã ngựa và bị Chân Tường Lân chặt đầu.